# Qualificazioni al campionato mondiale di calcio 2018 - UEFA - Fase a gironi, gruppo I
Questo è il gruppo I, uno dei 9 gruppi sorteggiati dalla FIFA valevoli per le qualificazioni al campionato mondiale di calcio 2018 per la UEFA. Il gruppo è composto da 6 squadre che sono: Croazia (testa di serie e posizione numero 14 del ranking mondiale al momento del sorteggio), Islanda (seconda fascia e posizione 23 del ranking), Ucraina (terza fascia e posizione 27), Turchia (quarta fascia e posizione 48) e Finlandia (quinta fascia e posizione 90). Nel mentre è stato aggiunto il neoiscritto Kosovo. Si svolge in partite di andata e ritorno per un totale di 10 giornate al termine delle quali la squadra prima in classifica si qualificherà direttamente alla fase finale del mondiale mentre la squadra seconda classificata, se risulterà tra le 8 migliori seconde, dovrà disputare un turno di spareggio per ottenere la qualificazione al mondiale 2018.
Il Kosovo ha giocato le proprie partite casalinghe nello Stadio Loro-Boriçi di Scutari, in Albania poiché gli stadi kosovari di Pristina sono in via di rinnovamento per ospitare competizioni internazionali. La partita tra Ucraina e Kosovo è stata giocata in campo neutro a Cracovia poiché l'Ucraina non riconosce il Kosovo e di conseguenza non riconosce i documenti kosovari rendendo impossibile ai giocatori del Kosovo l'ingresso nel Paese.

## Classifica
| Pos. | Squadra   | Pt | G  | V | N | P | GF | GS | DR  |
| ---- | --------- | -- | -- | - | - | - | -- | -- | --- |
| 1.   | Islanda   | 22 | 10 | 7 | 1 | 2 | 16 | 7  | +9  |
| 2.   | Croazia   | 20 | 10 | 6 | 2 | 2 | 15 | 4  | +11 |
| 3.   | Ucraina   | 17 | 10 | 5 | 2 | 3 | 13 | 9  | +4  |
| 4.   | Turchia   | 15 | 10 | 4 | 3 | 3 | 14 | 13 | +1  |
| 5.   | Finlandia | 9  | 10 | 2 | 3 | 5 | 9  | 13 | -4  |
| 6.   | Kosovo    | 1  | 10 | 0 | 1 | 9 | 3  | 24 | -21 |

Il regolamento prevede i seguenti criteri (in ordine d'importanza dal primo all'ultimo) per stabilire la classifica del girone:
- Maggior numero di punti ottenuti
- Miglior differenza reti
- Maggior numero di gol segnati

Nel caso in cui due o più squadre siano pari nei criteri sopraddetti, per determinare quale formazione sia avanti si considera:
- Maggior numero di punti ottenuti negli incontri fra le squadre a pari punti
- Miglior differenza reti negli incontri fra le squadre a pari punti
- Maggior numero di gol segnati negli incontri fra le squadre a pari punti
- Maggior numero di gol segnati in trasferta negli incontri fra le squadre a pari punti
- Miglior punteggio nella graduatoria del fair play
- Sorteggio a opera del Comitato Organizzativo della FIFA

## Risultati

### 1ª giornata
| Arbitro: | Szymon Marciniak |

|                    |           |                  |
| Rakitić 44’ (rig.) | Marcatori | 45+3’ Çalhanoğlu |

| Arbitro: | Ivan Kružliak |

|              |           |                          |
| Arajuuri 18’ | Marcatori | 60’ (rig.) Valon Berisha |

| Arbitro: | Clément Turpin |

|                |           |                |
| Yarmolenko 41’ | Marcatori | 5’ Finnbogason |

### 2ª giornata
| Arbitro: | Manuel Gräfe |

|                                   |           |                                   |
| Tufan 45+1’ Çalhanoğlu 81’ (rig.) | Marcatori | 24’ (rig.) Yarmolenko 27’ Kravets |

| Arbitro: | Svein Oddvar Moen |

|                                                |           |                   |
| Árnason 37’ Finnbogason 90+1’ Sigurdsson 90+6’ | Marcatori | 21’ Pukki 39’ Lod |

| Arbitro: | David Fernández Borbalán |

|  |           |                                                               |
|  | Marcatori | 6’, 24’, 35’ Mandžukić 68’ Mitrović 83’ Perišić 90+2’ Kalinić |

### 3ª giornata
| Arbitro: | Kevin Blom |

|                                      |           |  |
| Kravec' 31’ Yarmolenko 81’ Rotan 87’ | Marcatori |  |

| Arbitro: | Ruddy Buquet |

|  |           |               |
|  | Marcatori | 18’ Mandzukic |

| Arbitro: | Mark Clattenburg |

|                                   |           |  |
| Toprak 42’ (aut.) Finnbogason 44’ | Marcatori |  |

### 4ª giornata
| Arbitro: | Gianluca Rocchi |

|                     |           |  |
| Brozović 15’, 90+1’ | Marcatori |  |

| Arbitro: | Tamás Bognár |

|                    |           |  |
| Yılmaz 51’ Şen 55’ | Marcatori |  |

| Arbitro: | Manuel De Sousa |

|             |           |  |
| Kravets 24’ | Marcatori |  |

### 5ª giornata
| Arbitro: | Artur Soares Dias |

|           |           |                                          |
| Nuhiu 53’ | Marcatori | 25’ Sigurðarson 35’ (rig.) G. Sigurðsson |

| Arbitro: | Antonio Mateu Lahoz |

|                |           |  |
| N. Kalinić 38’ | Marcatori |  |

| Arbitro: | Jesús Gil Manzano |

|               |           |  |
| Tosun 9’, 13’ | Marcatori |  |

### 6ª giornata
| Arbitro: | Alon Yefet |

|                |           |                               |
| Pohjanpalo 72’ | Marcatori | 51’ Konoplyanka 75’ Bjesjedin |

| Arbitro: | Alberto Undiano Mallenco |

|               |           |  |
| Magnússon 90’ | Marcatori |  |

| Arbitro: | Miroslav Zelinka |

|              |           |                                       |
| Rrahmani 22’ | Marcatori | 7’ Şen 31’ Ünder 61’ Yılmaz 82’ Tufan |

### 7ª giornata
| Arbitro: | Pavel Královec |

|         |           |  |
| Ring 8’ | Marcatori |  |

| Arbitro: | Stefan Johannesson |

|          |           |  |
| Vida 74’ | Marcatori |  |

| Arbitro: | David Fernández Borbalán |

|                     |           |  |
| Yarmolenko 18’, 42’ | Marcatori |  |

### 8ª giornata
| Arbitro: | Viktor Kassai |

|           |           |  |
| Tosun 75’ | Marcatori |  |

| Arbitro: | Manuel Schüttengruber |

|  |           |           |
|  | Marcatori | 83’ Pukki |

| Arbitro: | Willie Collum |

|                     |           |  |
| Sigurðsson 47’, 66’ | Marcatori |  |

### 9ª giornata
| Arbitro: | Daniel Stefański |

|               |           |           |
| Mandžukić 57’ | Marcatori | 90’ Soiri |

| Arbitro: | Craig Pawson |

|  |           |                                    |
|  | Marcatori | 60’ (aut.) Paqarada 88’ Yarmolenko |

| Arbitro: | Szymon Marciniak |

|  |           |                                           |
|  | Marcatori | 32’ Guðmundsson 39’ Bjarnason 50’ Árnason |

### 10ª giornata
| Arbitro: | Harald Lechner |

|                                |           |  |
| Sigurðsson 40’ Guðmundsson 68’ | Marcatori |  |

| Arbitro: | Felix Brych |

|  |           |                   |
|  | Marcatori | 62’, 70’ Kramarić |

| Arbitro: | Benoît Bastien |

|                             |           |                |
| Arajuuri 76’ Pohjanpalo 88’ | Marcatori | 57’, 83’ Tosun |

## Statistiche

### Classifica marcatori
Ultimo aggiornamento: 9 ottobre 2017
6 gol
- Andriy Yarmolenko (1 rig.)

5 gol
- Mario Mandžukić
- Cenk Tosun

4 gol
- Gylfi Sigurðsson (1 rig.)

3 gol
- Alfreð Finnbogason
- Artem Kravec'

2 gol
- Marcelo Brozović
- Nikola Kalinić
- Andrej Kramarić
- Paulus Arajuuri
- Joel Pohjanpalo
- Teemu Pukki

- Kári Árnason
- Jóhann Berg Guðmundsson
- Hakan Çalhanoğlu (1 rig.)
- Volkan Şen
- Ozan Tufan
- Burak Yılmaz

1 gol
- Matej Mitrović
- Ivan Perišić
- Ivan Rakitić (1 rig.)
- Domagoj Vida
- Robin Lod
- Alexander Ring
- Pyry Soiri
- Birkir Bjarnason
- Hörður Magnússon

- Björn Sigurdarson
- Ragnar Sigurdsson
- Valon Berisha (1 rig.)
- Atdhe Nuhiu
- Amir Rrahmani
- Cengiz Ünder
- Artem Bjesjedin
- Jevhen Konopljanka
- Ruslan Rotan'

Autoreti
- Ömer Toprak (1 pro  Islanda)
- Leart Paqarada (1 pro  Ucraina)